# Palaelodidae
Palaelodidae je izumrla prapovijesna porodica ptica iz reda plamenaca. Znanstvenici ih često nazivaju "plivajućim plamencima". 
Ovi plamenci živjeli su u razdobljima između oligocena i pliocena. Vjerojatno su im staništa bile obale slanih jezera i boćatih voda. Filtriranje vode bilo im je puno primitivnije nego kod današnjih plamenaca. Građa njihovih nogu ukazuje na plutajući način života. 
Tri roda su dosad prepoznata. To su:
- Adelalopus, (Borgloonski rani oligocen u Hoogbutselu, Belgija)
- Palaelodus (srednji oligocen -? srednji pleistocen)
- Megapaloelodus (kasni oligocen - rani pliocen)